# Camamilla de muntanya
|  | Aquest article tracta sobre l'espècie Achillea ptarmica, per a d'altres espècies vegeu Camamilla de muntanya (desambiguació). |

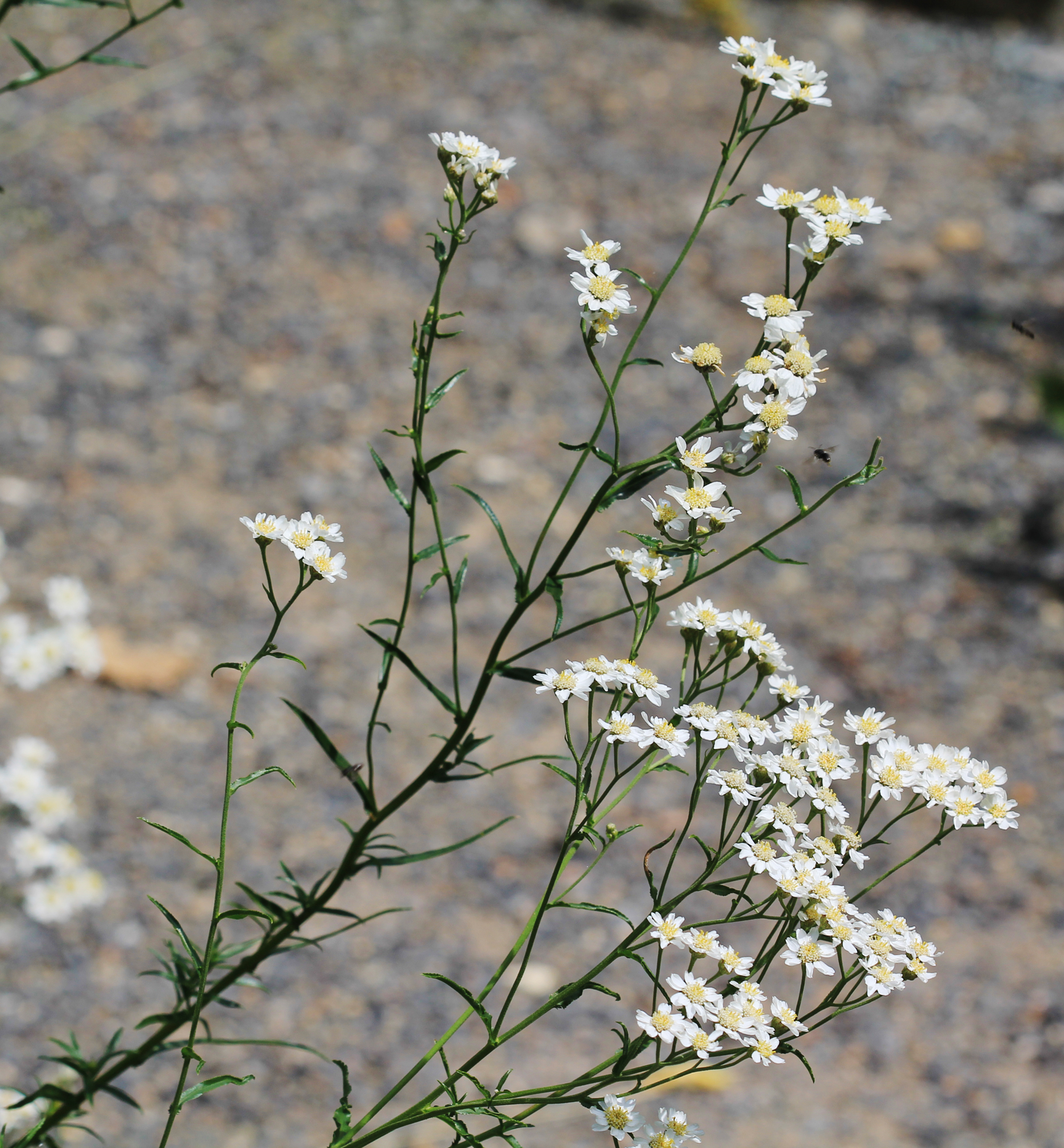
Flors

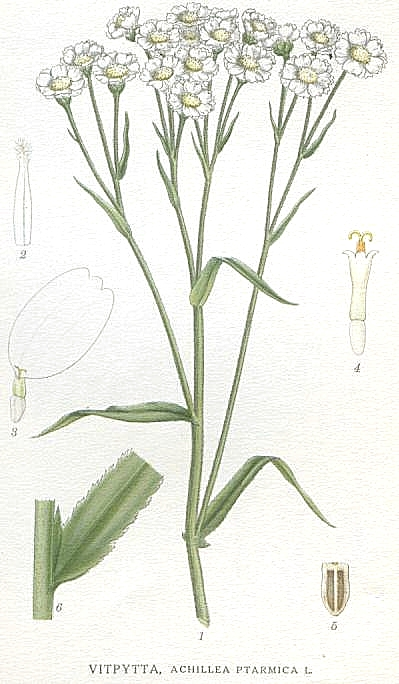
Il·lustració

La camamilla de muntanya o cordonet (Achillea ptarmica), és una espècie de planta amb flors de la família asteràcia. També rep els noms de botons d'argent, camamilla, camamilla de Núria, camamilla de Rojà i camamilla dels Pirineus.
La seva distribució és al centre i nord d'Europa. Als Països Catalans només es troba als Pirineus, la subespècie pyrenaica, entre 1200 i 2650 m d'altitud. És una planta herbàcia perenne de 20 a 150 cm que té grups oberts de grups de flors blanques amb la forma de botons. Floreix de juny a agost.
L'epítet específic ptarmica prové del grec ptairo (πταίρω 'esternudar') i significa 'que fa esternudar'.

## Usos
Les fulles es poden menjar crues o cuites. A. ptarmica proporciona un oli essencial que es fa servir en la fitoteràpia. Les seves fulles es fan servir com a repel·lent d'insectes.
Aquesta planta és verinosa per al bestiar (boví, oví i equí).

### Cultiu
És una planta dura resistent a la secada i que prefereix el ple sol i humit però ben drenat. Es propaga per les llavors o la divisió de les plantes a la primavera. Se n'han seleccionat nombrosos cultivars per a la jardineria, incloent 'The Pearl' (una varietat clonal) i 'Aunt Stientje'.